# Мустафа Мујбеговић
Мустафа Мујбеговић (Таревци, код Модриче, 13. мај 1900 — Вукосавци, код Лопара, 20. фебруар 1942) био је лекар и учесник Народноослободилачке борбе.

## Биографија
Рођен је 13. маја 1900. године у Таревцима, код Модриче. Потицао је из многочлане земљорадничке породице. Основну школу завршио је у Брчком, а гимназију у Бања Луци и Тузли, где је матурирао 1921. године. Под утицајем Митра Трифуновића Уче у вишим разредима гимназије је учествовао у акцијама револуционарне омладине.
Године 1921. отишао је у Беч на студије медицине, где је постао члан Клуба студената марксиста. Преко овог клуба успоставио је везу са руководством тада већ илегалне Комунистичке партије Југославије (КПЈ), које се налазило у Бечу. Као полицији непознат, одржавао је везу између руководства КПЈ у Бечу и организација и појединаца који су се налазили у Југославији. Више пута је прелазио аустријско-југословенску границу носећи илегалне материјале намењене разним пунктовима у земљи.
Током школске 1924/25. студирао је у Загребу, где је исте године био изабран за секретара Комунистичке студентске фракције. Активно је учествовао у студентском штрајку, због чега је био ухапшен. Потом се вратио у Беч, где је у пролеће 1927. докторирао. Након повратка у Југославију, био је упућен на одслужење војног рока у Македонију, у село Истевник, код Царевог Села на југословенско-бугарској граници.
После одслужења војног рока, у лето 1928. добио је прву службу у Дечјем дому у Љубљани. Овде је усавршавао педијатрију, али и преко другова са факултета успоставио везу са Месним комитетом КПЈ за Љубљану. Учествовао је у акцијама љубљанских комуниста и често одлазио у Загреб, где је одржавао везу са загребачком партијском организацијом и лево оријентисаним интелектуалцима.
Децембра 1929. прешао је у Тузлу где је постао шеф Дечијег диспанзера у Дому народног здравља. Упоредо је био и лекар у школској клиници, једно време и лекар железничара. Након доласка у Тузлу обновио је контакте са тузланским комунистима, због чега је био хапшен, а крајем 1933. и почетком 1934. налазио се три месеца у истражном затвору. У време консолидације рада КП Југославије, у другој половини 1930-их година, Мустафа је као угледни интелектуалац активно радио на јачању утицаја КПЈ у његовој средини. Као лекар посебно је био ангажован у раду организације Црвене помоћи (касније Народна помоћ), која је сакупљала помоћ за ухапшене комунисте, њихове породице, а касније и за шпанске добровољце, који су се налазили по француским логорима.
Као лекар, велику је пажњу посвећивао развоју здравства и ширењу здравствене културе међу становништвом. Био је велики хуманиста. Лечио је децу, омладину и старије, посећивао је жене и организовао саветовалиште за младе мајке, пружао је помоћ сиромашним и социјално угроженим људима, радио на оснивању ђачких кухиња и др. Као Муслиман успео је да оствари утицај Комунистичке партије на Муслиманско занатлијско друштво „Сенат”. Када је 1940. у Тузли основано Друштво пријатеља Совјетског Савеза био је у његовом Иницијативном одбору. У пролеће 1940. организовао је у Тузли, на иницијативу КПЈ курс прве помоћи који је похађало око педесет жена и девојака.
Као резервни официр Југословенске војске учествова је у Априлском рату 1941. године. Након окупације Југославије и формирања усташке Независне Државе Хрватске (НДХ) активно је радио на стварању Народноослободилачког покрета (НОП) у Тузли. Био је учесник Конференције угледних Муслимана која је имала за циљ спречавање усташких злочина над Србима и Јеврејима у Тузли. У јесен 1941. био је мобилисан у Хрватско домобранство. Као лекар није морао да носи униформу, али је био обавезан да свако поподне долази у гарнизон ради обављања прегледа. Ову дужност користио је ради ослобађања појединаца од војне обавезе, али и набављање веће количине санитетског материјала који су преко партијске организације пребацивани партизанским одредима.
Знајући за његово предратно политичко ангажовање, усташка полиција га је стално контролисала и пратила. Ипак преко њега је успостављења сарадња и веза између активиста Народноослободилачког покрета из Градачца и партијске организације у Тузли. Заједно са неколико партијских активиста, напустио је Тузлу 13. фебруара 1942. и отишао на окружно партијско саветовање одржано 15. фебруара 1942. у школи у Јабланици, на Мајевици. На саветовању је анализирана војно-политичка ситуација на подручју Мајевице и указано на опасност која Народноослободилачком покрету у источној Босни прети од четника Драже Михаиловића.
Након завршетка саветовања, прешао је у Вукосавце, код Лопара у Штаб Мајевичког партизанског одреда. Овде га је 20. фебруара 1942. затекао изненадни напад четника Радивоја Керовића и Стевана Дамјановића Леке на Штаб Мајевичког одреда. У првом упаду четника у кућу у којој се налазио Штаб погинуо је заједно са професором Крстом Поповим и Пером Ћускићем, секретаром Среског комитета КПЈ за Брчко. Поред њих у нападу је погинуло још двадесетак партизана, међу којима и Иван Марковић Ирац и Фадил Јахић Шпанац, командант и политички комесар Одреда.